# Chloroperoxydase
Une chloroperoxydase est une peroxydase qui catalyse la réaction :
R–H + Cl− + H2O2 + H+  {\displaystyle \rightleftharpoons }  R–Cl + 2 H2O.
Cette enzyme réalise la chloration d'un composé organique pour former un composé organochloré ; de nombreux composés organochlorés sont biosynthétisés de cette façon. Elle emploie un cofacteur qui peut être l'hème ou le vanadium.
La chloroperoxydase héminique possède des activités enzymatiques de type peroxydase, catalase et cytochrome P450 en plus des réactions de chloration. Bien qu'elle présente des similitudes fonctionnelles avec d'autres enzymes héminiques, la structure de cette enzyme est unique, avec un repliement caractérisé par huit segments hélicoïdaux. L'acide aminé catalytique qui assure le clivage de la liaison O–O du peroxyde d'hydrogène est un résidu de glutamate et non d'histidine comme dans la peroxydase de raifort.